# 3-as busz (Pécs)
A pécsi 3-as jelzésű autóbusz Megyer, Kertváros és a belváros kapcsolatát látja el. A járat eredeti feladata a régi kertvárosi családi házas övezet ellátása volt, ám mióta átadásra került az új kertvárosi végállomás, Pécs egyik legforgalmasabb hurokjárata lett. A végállomásról elindulva 14 perc alatt éri el a távolsági autóbusz-állomást, majd érintve a Főpályaudvart, továbbhalad az Árkád felé, végül visszatér Kertvárosba. A járat 38 perc alatt teszi meg a 13,2 km-es kört.

## Története
1962. július 5-én 39-es jelzéssel indult az első, a jelenlegi 3-as vonalára leginkább hasonlító járat Kertváros irányába. Ez a járat a Széchenyi térről indult, és az Árnyas út - Táncsics Mihály utca kereszteződésénél végződött. 1968. december 19-étől a kibővített vásártéri végállomásig közlekedtek a buszok.
1976. augusztus 22-től a járatnak ismét új végállomása lett, a Maléter Pál út 1. házszám alatt. 1987. január 1-jén az új számozási rendszer keretén belül kapta máig is érvényes 3-as jelzését. 1987 előtt a belvárosban az óramutató járásával ellentétes kört írt le, ebben az évben azonban megfordult a kör: a Bőrgyár után lekanyarodott a felüljáróról, először érintette a Főpályaudvart, majd utána a Szabadság útján ment fel a Rákóczi útra. Onnan az akkor még nem létező Árkád mellett haladt el, végül elért az Autóbusz-állomáshoz.
2006. szeptember 1-jétől a járat végállomása megváltozott, az új, összevont, Sztárai Mihály úti Kertváros végállomásra került. Ekkortól kezdve a járat ismét az 1987 előtti útvonalon járt a Belvárosban.
2013. június 17-étől a belvárosi kört az Árpád híd felhajtójának felújítása miatt ideiglenesen újra fordítva teljesítette. 2013. szeptember 18-án a felhajtót visszaadták a forgalomnak, azonban az utasigényeknek megfelelően megmaradt a körüljárási irány.

## Útvonala
| Kertváros → Árkád → Kertváros |
| --- |
| Kertváros – Sztárai Mihály út – Nagy Imre út – Keszüi út – Táncsics Mihály utca – Siklósi út – Árpád híd – Alsómalom utca – Ipar utca – Vasút utca – Indóház tér – Szabadság utca – Rákóczi út – Alsómalom utca – Alsómalom utca – Árpád híd – Siklósi út – Táncsics Mihály utca – Keszüi út – Nagy Imre út – Sztárai Mihály út – Kertváros |

## Megállóhelyei
| 3 (Kertváros → Főpályaudvar → Kertváros) |                      | |                                                                  |
| Perc (↓)                                 | Megállóhely          | Megállóhelyet érintő járatok | Létesítmények                                                    |
| 0                                        | Kertváros végállomás | 3, 3E, 6, 6E, 22, 23, 23Y, 24, 55, 61, 62, 103, 121, 130, 130A · Helyközi autóbuszok | Autóbusz-állomás, FEMA                                           |
| 1                                        | Csontváry utca       | 1, 3, 3E, 6, 6E, 7, 7Y, 22, 23, 23Y, 24, 55, 60, 60A, 60Y, 61, 62, 73, 73Y, 103, 107E, 109E, 121, 130, 130A, 142 | Apáczai Csere János Nevelési Központ                             |
| 3                                        | Várkonyi Nándor utca | 1, 3, 3E, 6, 6E, 8, 33, 55, 60, 60A, 60Y, 103, 121, 130, 130A · Helyközi autóbuszok |                                                                  |
| 4                                        | Sarolta utca         | 1, 3, 3E, 55, 103, 130, 130A |                                                                  |
| 5                                        | Nagy Imre út         | 1, 3, 3E, 55, 103, 130, 130A |                                                                  |
| 6                                        | Bogár utca           | 3, 3E, 103 |                                                                  |
| 7                                        | Berzsenyi utca       | 3, 3E, 103 |                                                                  |
| 9                                        | Árnyas út            | 3, 3E, 22, 23, 23Y, 24, 33, 60, 60A, 60Y, 103 | Honvéd Kórház                                                    |
| 10                                       | Szövetség utca       | 3, 3E, 33, 60, 60A, 60Y, 103 |                                                                  |
| 13                                       | Bőrgyár              | 3, 6, 7, 7Y, 8, 22, 23, 23Y, 24, 33, 41, 41Y, 42, 42Y, 43, 60, 60A, 60Y, 73, 73Y, 103, 130, 130A · Helyközi autóbuszok | Pécsi Bőrgyár                                                    |
| 15                                       | Ipar utca            | 3, 6, 8, 33, 60, 60Y, 103, 109E, 130, 130A |                                                                  |
| 17                                       | Főpályaudvar         | 3, 3E, 4, 4Y, 6, 6E, 7, 7Y, 8, 13, 13E, 13Y, 14, 14Y, 15, 15A, 20, 30, 31, 32, 32Y, 33, 34, 34Y, 35, 35Y, 36, 37, 38, 38Y, 39, 40, 41, 41E, 41Y, 42, 42Y, 43, 44, 46, 47, 73, 73Y, 104, 104A, 104E, 104Y, 130, 130A, 140 · Helyközi autóbuszok · Főpályaudvar | Vasútállomás, MÁV Területi Igazgatósága, Autóbusz-állomás        |
| 19                                       | Zsolnay-szobor       | 2, 2A, 2E, 3, 3E, 6, 6E, 7, 7Y, 8, 13Y, 14, 14Y, 22, 23, 23Y, 24, 25, 26, 26A, 27, 27Y, 28, 28A, 28Y, 29, 30, 31, 32, 32Y, 34, 34Y, 35, 35Y, 36, 37, 38, 38Y, 39, 40, 44, 46, 47, 73, 73Y, 102, 102Y, 103, 107E, 109E, 130, 140                               | Postapalota, OTP, ÁNTSZ, Megyei Bíróság, Zsolnay-szobor          |
| 22                                       | Árkád                | 2, 2A, 2E, 3, 3E, 4, 4Y, 6, 6E, 7, 7Y, 8, 13, 13E, 13Y, 14, 14Y, 15, 15A, 22, 23, 23Y, 24, 25, 26, 26A, 27, 27Y, 28, 28A, 28Y, 29, 30, 33, 38, 38Y, 39, 40, 60, 60Y, 73, 73Y, 102, 102Y, 103, 104, 104A, 104E, 104Y, 107E, 109E, 130, 130A, 140               | Árkád, Kossuth tér, Konzum áruház, Anyakönyvi Önkormányzat, APEH |
| 25                                       | Autóbusz-állomás     | 3, 3E, 6, 6E, 7, 7Y, 8, 20, 21, 21A, 22, 23, 23Y, 24, 41, 41E, 41Y, 42, 42Y, 43, 60, 60A, 60Y, 73, 73Y, 103, 107E, 109E, 121, 130, 130A · Helyközi és távolsági autóbuszok                                                                                    | Távolsági autóbusz-állomás, Árkád, Vásárcsarnok                  |
| 27                                       | Bőrgyár              | 3, 6, 7, 7Y, 8, 22, 23, 23Y, 24, 33, 41, 41Y, 42, 42Y, 43, 60, 60A, 60Y, 73, 73Y, 103, 130, 130A · Helyközi autóbuszok | Pécsi Bőrgyár                                                    |
| 29                                       | Szövetség utca       | 3, 3E, 33, 60, 60A, 60Y, 103 |                                                                  |
| 30                                       | Árnyas út            | 3, 3E, 22, 23, 23Y, 24, 33, 60, 60A, 60Y, 103 | Honvéd Kórház                                                    |
| 31                                       | Berzsenyi utca       | 3, 3E, 103 |                                                                  |
| 32                                       | Bogár utca           | 3, 3E, 103 |                                                                  |
| 34                                       | Sarolta utca         | 1, 3, 3E, 55, 103, 130, 130A |                                                                  |
| 35                                       | Lahti utca           | 1, 3, 3E, 6, 6E, 8, 33, 55, 60, 60A, 60Y, 103, 121, 130, 130A · Helyközi autóbuszok |                                                                  |
| 36                                       | Várkonyi Nándor utca | 1, 3, 3E, 6, 6E, 8, 33, 55, 60, 60A, 60Y, 103, 121, 130, 130A · Helyközi autóbuszok |                                                                  |
| 38                                       | Csontváry utca       | 1, 3, 3E, 6, 6E, 7, 7Y, 22, 23, 23Y, 24, 55, 60, 60A, 60Y, 61, 62, 73, 73Y, 103, 107E, 109E, 121, 130, 130A, 142 | Apáczai Csere János Nevelési Központ                             |
| 40                                       | Kertváros végállomás | 3, 3E, 6, 6E, 22, 23, 23Y, 24, 55, 61, 62, 103, 121, 130, 130A · Helyközi autóbuszok | Autóbusz-állomás, FEMA                                           |